# دیسک ایمیج
دیسک ایمیج (به انگلیسی: Disk image) یک فایل بزرگ و یکپارچه است که از روی CD یا DVD، یک دیسکت فلاپی یا حتی یک یا چند درایو از هارددیسک و... به صورت بیت به بیت خوانده شده و روی هارد دیسک (و یا هر رسانه دیگری که این توانایی را فراهم کند) نوشته می‌شود.

## برتری‌ها
برتری پیدایش یک فایل Image از CD و DVD بدین گونه است:
1. در رونویسی از دیسک‌های آلوده و خش‌دار، احتمال سوختن دیسک خام به خاطر پدید آمدن خطای Buffer Underrun بسیار است، به ویژه با رایترهایی که از دانشوری Burn-Proof بهره نمی‌برند، اما ساخت Image از دیسک و سپس رونویسی گرفتن از آن روی دیسک خام، روش مطمئن‌تری است.
2. در برخی زمان‌ها، توانایی رونویسی از دیسک‌های بسته و قفل دار از این روش فراهم می‌شود. کاری که دربارهٔ بازی‌های رایانه ای بسیار معمول است. همچنین از راه برخی از نرم‌افزارها می‌توان از دورنمایه فایل‌های Image انباشته شده روی رایانه نیز بهره برد. از راه دسته‌ای دیگر از این نرم‌افزارها می‌توان درایوی انگاری در دستگاه ساخت و فایل‌های دیسک ایمیج را مانند یک دیسک واقعی درون درایو، از این درایو انگاری تماشا نمود.
3. اگر برای رونویسی از یک دیسک، دیسک خام در دسترس نباشد، روش ساخت دیسک ایمیج کمک بزرگیست، چون برخی از دیسک‌ها را نمی‌توان از راه دستور Copy/paste روی هارد دیسک رونویسی کرده و سپس آن را رایت کرد.
4. برای رونویسی چندگانه از یک دیسک، ساخت فایل دیسک ایمیج از روی آن و سپس رونویسی از آن به‌شمار دلخواه، تندتر و مطمئن‌تر است.

دربارهٔ فراهم آوردن Image از دیگر رسانه‌ها مانند فلاپی دیسک‌ها و هارددیسک‌ها کمابیش فراهم کردن نسخه پشتیبان از داده‌ها و در برخی نمونه‌ها رونویسی قفل‌های نرم‌افزاری، مد نظر است.
ساخت فایل Image از راه نرم‌افزارهای گوناگونی و با چهارچوب‌های گوناگون تری شدنی است.

## پسوندهای شناخته شده برای دیسک ایمیج‌ها
پسوندهای‌های گوناگونی از دیسک ایمیج‌ها وجود دارند که هر کدام معرفی شده از سوی یک شرکت نرم‌افزاری می‌باشد. برخی از شناخته شده‌ترین پسوندهای دیسک ایمیج‌ها به فهرست زیر است:
- iso: دیسک ایمیج استاندارد درایوهای نوری بر پایه استاندارد ISO 9660 file system
- nrg: نوعی فایل Image که نرم‌افزار نرو (به انگلیسی: Nero) آن را می‌سازد.
- mds: برای نرم‌افزار الکل ۱۲۰%
- cue
- ccd
- bin
- mdf
- bwt

## بن مایه
- مشارکت‌کنندگان ویکی‌پدیا. «دیسک ایمیج». در دانشنامهٔ ویکی‌پدیای انگلیسی، بازبینی‌شده در ۷ ژانویه ۲۰۱۳.